# 107-ма реактивна артилерійська бригада (Україна)
107-ма реакти́вна артилерійська Кременчуцька бригада (107 РеАБр, в/ч А1546, пп В0293) — військове формування ракетних військ у складі Сухопутних військ Збройних Сил України.

## Історія
3 січня 1992 року, після розпаду СРСР, 107-ма ракетна бригада перейшла під юрисдикцію України. Бригада мала на озброєнні 18 пускових установок 9К72 «Ельбрус».
В 1998 році 107 РБр, разом з 19 РБр та 199 РБр, ввійшла до сформованої з цих бригад 1-ї ракетної дивізії.
У 2003 році 107 ракетна бригада була переозброєна на більш сучасний високоточний тактичний ракетний комплекс 9К79 «Точка-У».
У 2005 році ракетну бригаду переформували в реактивний артилерійський полк і на його озброєння надійшла реактивна система залпового вогню 9К58 «Смерч» 23 червня 2006 року бригада Указом президента перейменована на 107-й реактивний артилерійський полк.
У жовтні 2007 року у частині проходило військову службу 77 контрактників, що складало більше третини від загальної кількості солдат і сержантів.
У 2008 році Наказом Міністра оборони України полку було присвоєне почесне найменування «Кременчуцький».

### Війна на сході України
Починаючи з березня 2014 року більша частина особового складу полку перебувала на навчальному полігоні в Дніпропетровській області, інша — у Херсонській області. Артилеристи відточували професійну майстерність ведення бою, охорони позицій і військового табору. У квітні у Кременчуці було створено ветеранський комітет підтримки 107-го реактивного полку, котрий створили офіцери-ветерани, що проходили службу в цій військовій частині. Він допомагає військовим із матеріально-технічним забезпеченням.
Після завершення навчань один дивізіон 107 РеАП забезпечував захист України від вторгнення російських військ із Криму. Після початку активної фази антитерористичної операції на Донбасі другий дивізіон був передислокований на схід країни для виконання бойових завдань.
17-18 серпня 2014 року, 1-й реактивний дивізіон полку, спільно з підрозділами 19-ї ракетної бригади завдав удару по колоні 18-ї мотострілецької бригади РФ під м. Сніжним
У серпні 2014 року, після масованого вводу російських регулярних військ на територію України, у зв'язку з недосяжністю об'єктів противника для інших вогневих засобів під час виходу українських військ з оточення під Іловайськом, Генеральним штабом Збройних Сил України були задіяна 1 РДн 19 ОРБр, а також 1 РеАДн 107-го полку. Далекобійна артилерія підтримувала українські підрозділи, що виходили, створюючи «вогневий коридор». Удари було заплановано уздовж маршруту висування підрозділів по місцях ймовірного розташування противника (панівні висоти, кургани, перехрестя доріг тощо) з південного боку — для 1 РДн 19 РБр, з північного боку — для 1 РеАДн 107 РеАП. Вогонь відкривався за викликом. В ході цього були виконані порядка 12 групових та поодиноких ракетних ударів з використанням від 1 до 4 установок «Точка» і приблизно 15 вогневих ударів РСЗВ «Смерч» з використанням від 1 до 3 бойових машин.
На початку жовтня 2014 року після виконання бойових завдань поблизу Краматорська, Артемівська і Дебальцевого бійці 1-го дивізіону повернулися для ротації до Кременчука.

### Переформування
1 січня 2019 року полк було переформовано на бригаду відповідно до організаційної директиви Генерального штабу Збройних Сил України. За версією оглядачів, це було пов'язане із надходженням у найближчому майбутньому систем «Вільха».
24 липня 2019 року відбувся черговий етап заводських випробувань високоточної РСЗВ «Вільха-М», в ході якого було перевірено низку технічних та технологічних рішень. Пуски проводилась штатними розрахунками 107-ї реактивної артилерійської бригади, яка буде першою в Збройних Силах України озброєна новою системою. Випробування проходили за участі фахівців Державного науково-дослідного інституту випробувань і сертифікації ОВТ, які використовували данську радарну систему MFTR-2100/40 для перевірки траєкторії польоту ракет.

### Російське повномасштабне вторгнення 2022 року
11 грудня 2022 року бригаді було присвоєно почесне найменування «Кременчуцька».

## Традиції
У 2008 році Наказом Міністра оборони України полку присвоєне почесне найменування «Кременчуцький».
До 2014 року нарукавний знак мав вигляд щита чорного кольору із знаками артилерії, герба Кременчука, і написами «107 РЕАП» і «Ленінградський».
18 листопада 2015 року полк дістав назву 107-й реактивний артилерійський полк. Раніше він носив назву 107 реактивний артилерійський Ленінградський ордена Кутузова полк, проте в рамках загальновійськової реформи позбувся радянських нагород та почесних назв.
11 грудня 2022 року Указом Президента України № 860/2022 бригаді було присвоєно почесне найменування «Кременчуцька».

### Символіка
На емблемі бригади, що затверджена 23 липня 2020 р., на зеленому полі зображено золотого дракона з червоним узброєнням, очима та язиком.

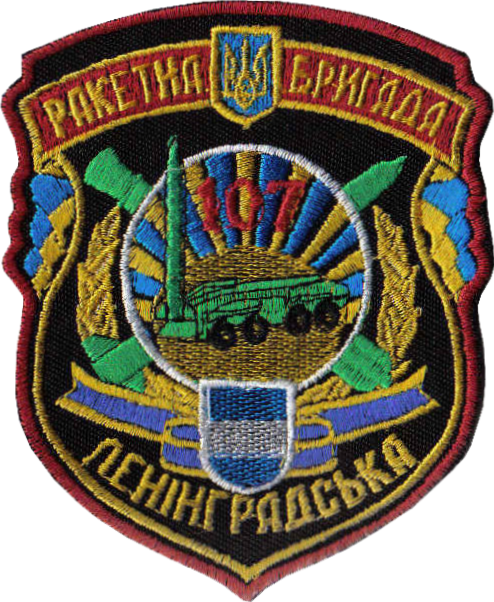
до 2005
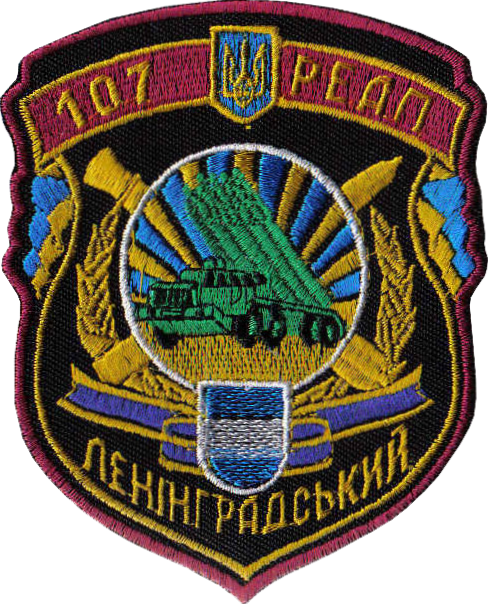
2005—2014
2014—2015
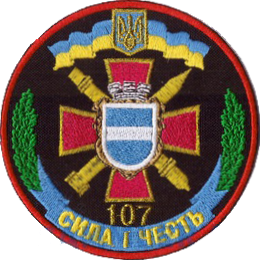
2015—2019
з 2019

## Командири
- 1992—2004: полковник Добрунов Віталій Вікторович
- 2004—2011: полковник Шкуратов Сергій Григорійович[19]
- 2012—2015: полковник Комлик Микола В'ячеславович[20]
- 2015—2023: полковник Келембет Олександр Михайлович[21]
- з 2023: полковник Савченко Сергій Анатолійович[21]

## Озброєння
- (1992—2003) ОТРК 9К72 «Ельбрус»
- (2003—2005) ОТРК 9К79-1 Точка-У
- (з 2005) РСЗВ 9К58 «Смерч»
- (з 2022) M270 MLRS[22]

## Втрати
- 25 грудня 2019 — Рахнянський Віктор Володимирович, старший сержант. Помер в смт Іванівка (Іванівський район, Херсонська область).[23]
- 3 серпня 2024 — Позовний Володимир. Помер у дніпровській лікарні.[24]
- 7 жовтня 2024 — Чуприна Олександр Вікторович, молодший сержант, командир відділення. Помер від гострої серцево-легеневої недостатності.[25]
- 25 лютого 2025 — Шеффер Ігор Анатолійович, старший лейтенант, командир вогневого взводу реактивної артилерійської батареї. Помер внаслідок інсульту.[26]
- 11 березня 2025 — Волков Сергій Михайлович, старший сержант, командир відділення матеріального забезпечення взводу. Помер в госпіталі внаслідок хвороби серця[27].